# Cizrna beraní
Cizrna beraní (Cicer arietinum, známá také jako římský hrách) je jediným pěstovaným zástupcem rodu cizrna (Cicer). Pochází z Indie, byl však domestikován již v dávných dobách a v dnešní době nejsou známy přírodní populace. Občasně zplaňuje. Pěstuje se pro zrno jako luskovina, ke konzumaci se jako zelenina používají jak celé lusky, tak i semena, či mladé výhonky a dále jako pícnina (zkrmovat se mohou i semena či odpady ze mletí). Pěstuje se především v oblasti Středozemí, Blízkého a Dálného východu až po Indii a dále na březích Nilu až po západní Afriku; dále v Severní Americe. Největšími producenty jsou Indie, Austrálie, Myanmar, Pákistán a Turecko. Jedná se o jednoletou vzpřímenou rostlinu dosahující výšky až 1 m. Od země vyrůstá několik lodyh s lichozpeřenými čtyř až sedmijařmými listy o délce až 5 cm. Listy vejčité a zubovité do 1 cm. Celá rostlina je pokryta žlaznatými chloupky. Kořenový systém je svazčitý, dosahující 1–2 m hloubky. Květenství hroznovité s bílou, růžovou až modrou korunou. Lusk obsahuje 1–2 semena.
Jedná se o typového jedince rodu, kterého Carl Linné našel a popsal v Itálii, nebo na Pyrenejském poloostrově.

## Využití
Z cizrny je připravován především známý pokrm falafel (smažené kořeněné luštěninové koule).[zdroj?] Je hojně využívána v blízkovýchodní a dálněvýchodní kuchyni (arabský hummus, košarí, indický dal apod.).[zdroj?]
Cizrna se používá především pro vaření. Nejznámější jídlo z cizrny je hummus.

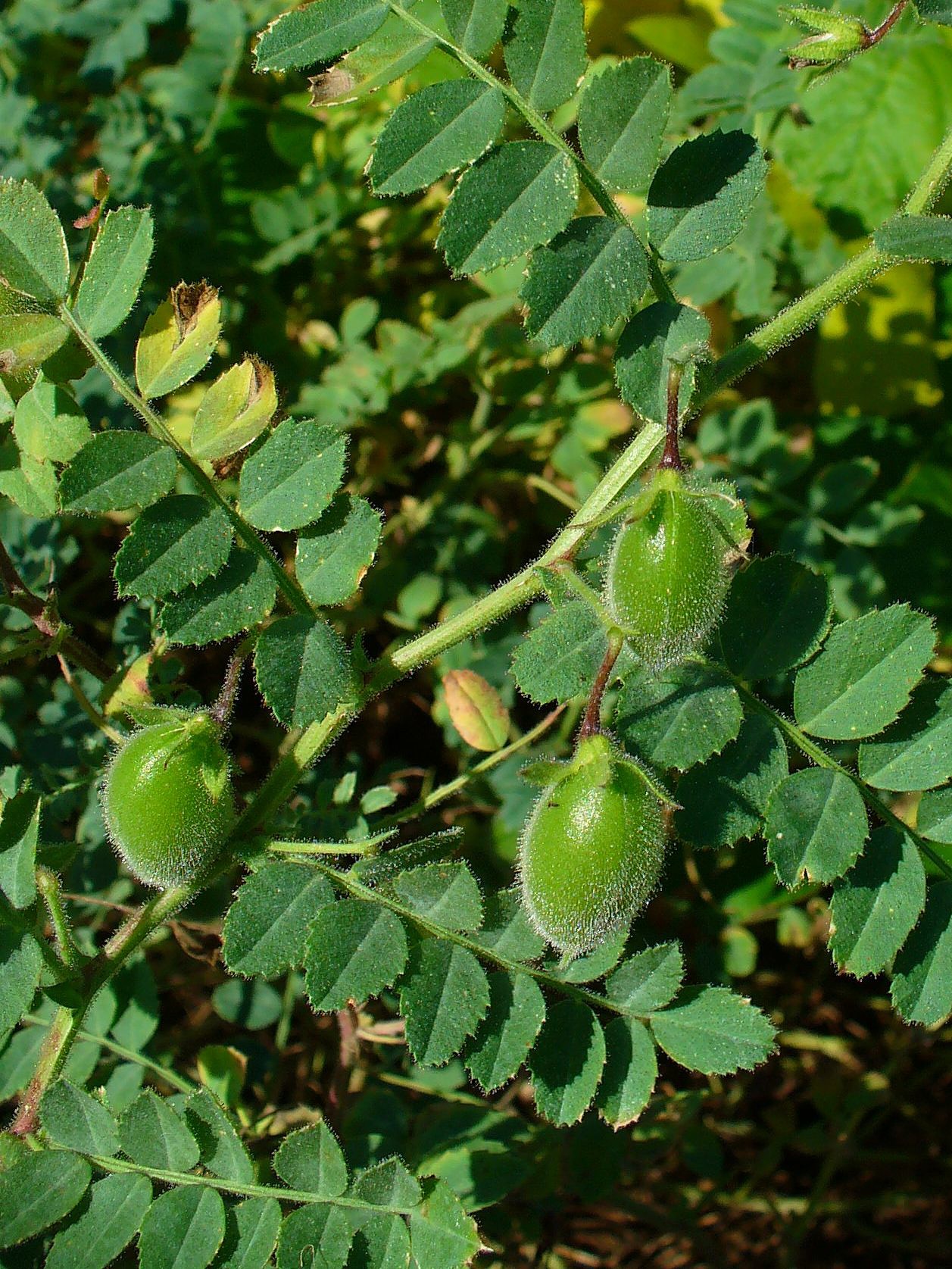
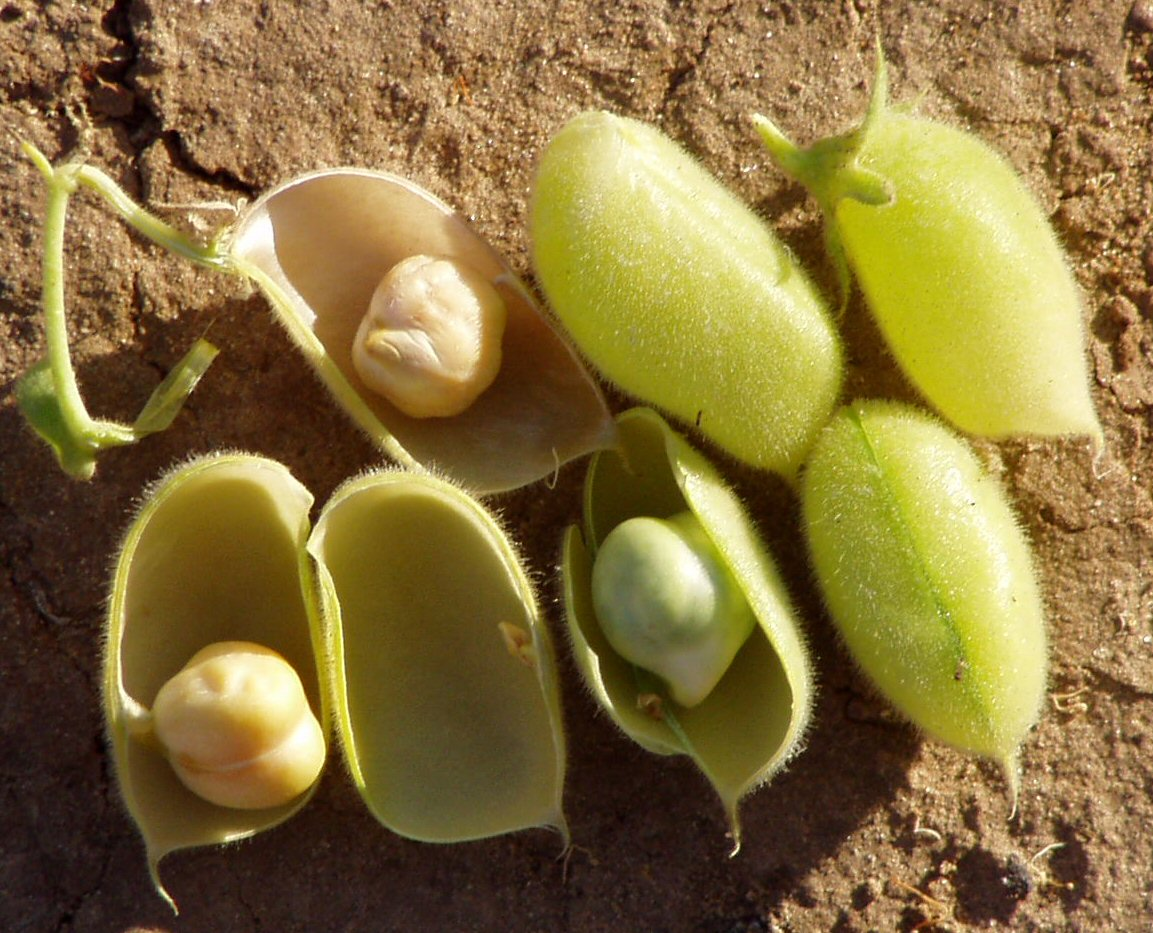
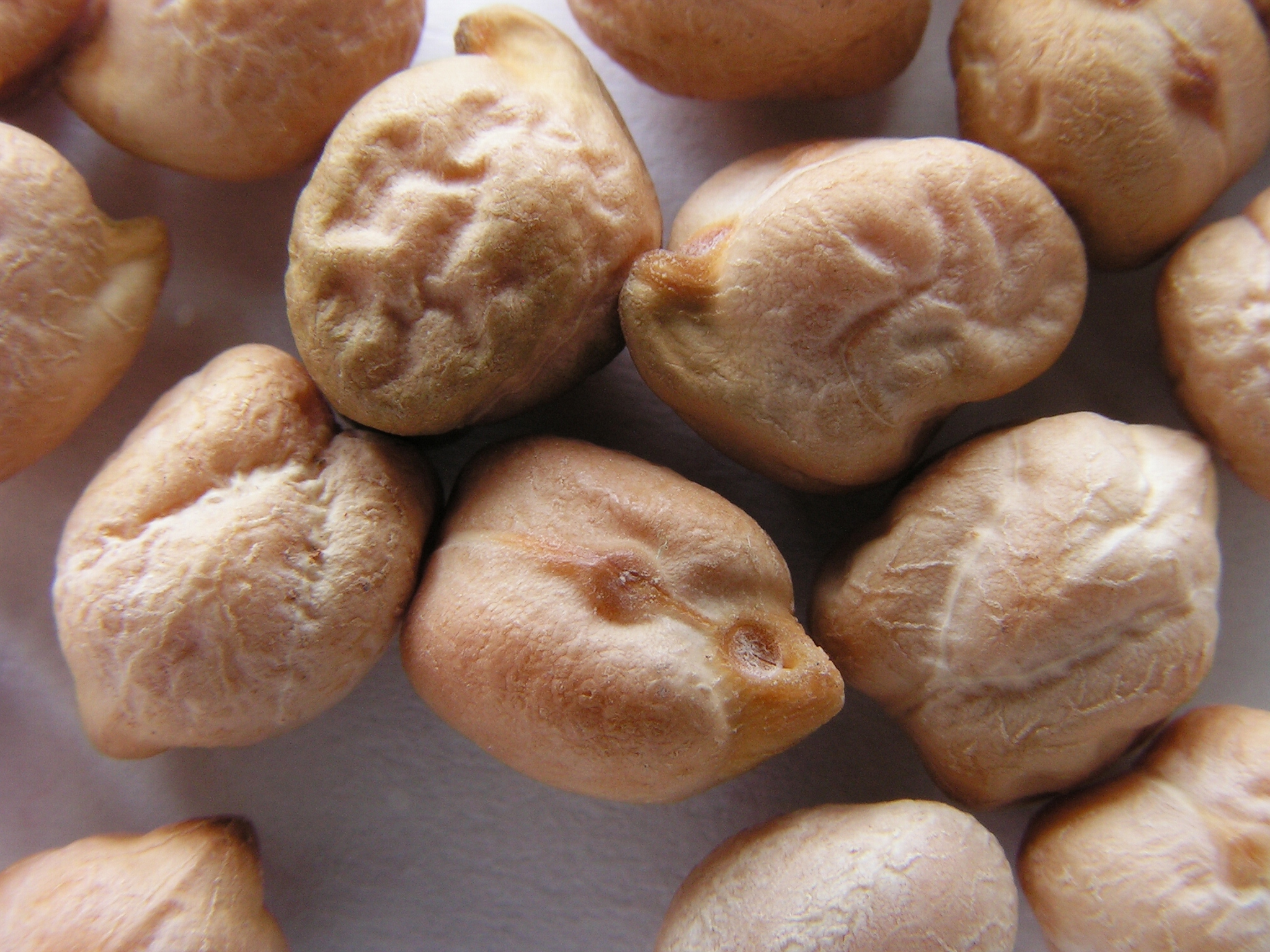

## Celosvětová produkce
Celosvětová sklizeň v roce 2020 dle oficiálních statistik FAO činila přibližně 15,1 miliónu tun. Dlouhodobě daleko největším producentem cizrny je Indie, její podíl každoročně přesahuje 70 procent celosvětové produkce, v roce 2020 byl dokonce přes 73 procent (viz tabulka 1). Na druhém místě (již s velkým odstupem) je Turecko, země na třetím až pátém místě (Pákistán, Myanmar a Etiopie) produkují přibližně stejný objem (v jednotlivých letech pochopitelně individuálně kolísá). Celkem podle statistik Organizace pro výživu a zemědělství vykazuje nějakou produkci cizrny na padesát zemí, z tabulky 1 je ale zřejmé, že podíl prvních sedmi zemí na celosvětové produkci je přes 90 procent, podíl 20 zemí je pak přes 99 procent. Produkce zbylých cca 30 zemí je tedy z globálního hlediska zanedbatelná.
| Pořadí | Země        | Tisíce tun | Podíl [%] | Kumulat. podíl [%] |
| ------ | ----------- | ---------- | --------- | ------------------ |
| 1      | Indie       | 11 080     | 73,4      | 73,4               |
| 2      | Turecko     | 630        | 4,2       | 77,5               |
| 3      | Pákistán    | 498        | 3,3       | 80,8               |
| 4      | Myanmar     | 482        | 3,2       | 84,0               |
| 5      | Etiopie     | 457        | 3,0       | 87,1               |
| 6      | Rusko       | 291        | 1,9       | 89,0               |
| 7      | Austrálie   | 281        | 1,9       | 90,9               |
| 8      | Írán        | 227        | 1,5       | 92,4               |
| 9      | Kanada      | 214        | 1,4       | 93,8               |
| 10     | USA         | 194        | 1,3       | 95,1               |
| 11     | Argentina   | 177        | 1,2       | 96,2               |
| 12     | Mexiko      | 126        | 0,8       | 97,1               |
| 13     | Súdán       | 84         | 0,6       | 97,6               |
| 14     | Sýrie       | 64         | 0,4       | 98,0               |
| 15     | Maroko      | 50         | 0,3       | 98,4               |
| 16     | Tanzanie    | 47         | 0,3       | 98,7               |
| 17     | Jemen       | 42         | 0,3       | 99,0               |
| 18     | Alžír       | 40         | 0,3       | 99,2               |
| 19     | Čína        | 16         | 0,1       | 99,3               |
| 20     | Uzbekistán  | 12         | 0,1       | 99,4               |
| —      | Celkem svět | 15 100     | 100,0     | 100,0              |

## Alergie
Cizrna zřejmě obvykle není primárním alergenem, ale vyskytuje se zkřížená alergie, např. na hrášek, čočku, sóju nebo na lískové oříšky.